# Metepeira atascadero
Metepeira atascadero är en spindelart som beskrevs av Piel 200. Metepeira atascadero ingår i släktet Metepeira och familjen hjulspindlar. Inga underarter finns listade i Catalogue of Life.